# Ozark (série télévisée)
Pour les articles homonymes, voir Ozark.
Production
Diffusion
Ozark est une série télévisée dramatique américaine en 44 épisodes d'environ 61 minutes en moyenne, créée par Bill Dubuque,, produite par Media Rights Capital, et diffusée entre le 21 juillet 2017 et le 29 avril 2022 sur Netflix. Les rôles principaux de la série sont joués par Jason Bateman et Laura Linney qui forment un couple marié impliqué dans le blanchiment d'argent pour un cartel de la drogue mexicain, et qui se voient contraints de déménager avec leurs deux enfants dans les Monts Ozarks après que les événements ont mal tourné.
Jason Bateman est également le réalisateur de plusieurs épisodes. La première saison est composée de dix épisodes dont neuf d'une heure et un final de 80 minutes. Les deuxième et troisième saisons comptent chacune dix épisodes. En juin 2020, la série a été renouvelée pour une quatrième et dernière saison, comprenant quatorze épisodes répartis en deux parties.
Ozark a reçu un accueil largement positif de la part des critiques, avec des éloges pour son ton, son jeu, sa réalisation et son écriture. La série a reçu 32 nominations aux Primetime Emmy Awards, dont deux pour celui de la meilleure série télévisée dramatique en 2019 et 2020, Jason Bateman remportant celui de la meilleure réalisation pour une série télévisée dramatique en 2019 et Julia Garner étant trois fois lauréate de l'Emmy Award de la meilleure actrice dans un second rôle dans une série télévisée dramatique en 2019, 2020 et 2022. Jason Bateman a reçu trois autres nominations au Golden Globe du meilleur acteur dans une série télévisée dramatique.

## Synopsis
Après qu'une opération de blanchiment d'argent pour un cartel mexicain de la drogue a mal tourné, le conseiller financier Martin Byrde, dit « Marty », propose de faire amende honorable en mettant en place une opération de blanchiment plus importante dans la région du lac des Ozarks, au centre du Missouri. Marty déménage soudainement sa famille de Naperville, dans la banlieue de Chicago, vers le lointain lieu de villégiature estivale d'Osage Beach. Lorsque les Byrde arrivent dans le Missouri, ils se retrouvent mêlés à des criminels locaux, dont les familles Langmore et Snell, et plus tard à la mafia de Kansas City.

## Production

### Fiche technique
- Pays d'origine :  États-Unis
- Créateurs : Bill Dubuque, Mark Williams
- Producteurs exécutifs : Jason Bateman, Chris Mundy, Bill Dubuque, Mark Williams
- Sociétés de production : Zero Gravity Management, Media Rights Capital
- Diffuseur : Netflix
- Lieux de tournage : Lake Ozark (Missouri, États-Unis), Lac Allatoona (Géorgie, États-Unis), Lac Lanier (Géorgie),Woodstock (Géorgie), Atlanta et environs (Géorgie), Chicago (Illinois, États-Unis)
- Année de création : 2017
- Durée moyenne d'un épisode : 60 minutes
- Format d'image : couleur ; 2:0 (saisons 1 et 2) et 2:20 (saison 3)
- Son : Dolby Digital 5.1

### Équipe technique

#### Production
La série a été créée par Bill Dubuque et Mark Williams. Jason Bateman, Chris Mundy, Bill Dubuque et Mark Williams sont les producteurs délégués des deux premières saisons. Ils sont rejoints par John Shiban pour la troisième et la quatrième saison.

#### Réalisation
Bill Dubuque et Mark Williams, les créateurs de la série, ont écrit le pilote et le deuxième épisode de la première saison. 
Jason Bateman est le réalisateur le plus fréquent de la série, avec 10 épisodes crédités, suivi par Alik Sakharov (8 ép.), Andrew Bernstein (6 ép.) et Amanda Marsalis (6 ép.).

### Développement et écriture
La série se déroule dans une station balnéaire au bord du lac des Ozarks, inspiré par l’Alhonna Resort and Marina, où le créateur de la série, Bill Dubuque, a travaillé comme docker alors qu’il fréquentait l'université dans les années 1980. La plupart des lieux de tournage se trouvent dans la région d'Atlanta, au lac Allatoona et au lac Lanier, plutôt qu'au lac des Ozarks, en raison des avantages fiscaux offerts par l'État de Géorgie. L’équipe de tournage a construit un décor en Géorgie après une étude approfondie de la propriété Alhonna Resort. Certaines scènes sont filmées dans des lieux de Chicago. Seules quelques scènes du pilote ont été tournées dans la ville de Lake Ozark, au Missouri, et notamment les images du célèbre panneau "Welcome To Lake of the Ozarks" et a statue "Injun Joe Muffler Man". Jason Bateman était censé être l'unique réalisateur de la première saison, mais des conflits d'horaire l'en ont empêché. Il n'a donc dirigé que les deux premiers et les deux derniers.
La série a été renouvelée pour une deuxième saison de dix épisodes le 15 août 2017.
Le 10 octobre 2018, la série est renouvelée pour une troisième saison.
Le 30 juin 2020, la série est renouvelée pour une quatrième et dernière saison, composée de quatorze épisodes.

### Tournage
Bien que l'action centrale se déroule autour du lac des Ozarks dans le Missouri, le tournage s'est déroulé majoritairement dans l'État de Géorgie du fait des incitations fiscales offertes. Le lieu principal de tournage est le lac Allatoona, où a été notamment créé de toutes pièces le Blue Cat. Pour Jason Bateman, les paysages du lac Allatoona offrent « une couleur et un grain vraiment superbes à l'esthétique parfaite pour restituer le caractère rural que nous souhaitons ». La maison des Byrde se trouve en réalité sur les rives du Lac Lanier, vers le site de Van Pugh North Park. Toutes les scènes d'intérieur ont été réalisées dans les studios d'Eagle Rock Studios Atlanta situés à Norcross, dans la banlieue d'Atlanta.

### Musique
La musique de la série a été composée par Danny Bensi et Saunder Jurrians, qui ont travaillé pour d'autres séries télévisées telles que The Outsider et The OA. En 2015, ils composent la musique du film Le Cadeau, de Joel Edgerton : c'est alors que Jason Bateman, qui en est l'acteur principal, leur propose de travailler sur Ozark.

### Génériques de début
Le graphiste Fred Davis a créé une lettre blanche « O », qui apparaît sur un fond noir au début de chaque épisode. Dans le cercle divisé en quartiers du « O » se trouvent quatre symboles qui préfigurent les principaux points de l'intrigue de cet épisode. De plus, chacune de ces images symboliques dessinées à la main est formée pour représenter les lettres restantes dans « Ozark ». Par exemple, pour l'épisode 1, un homme agenouillé représente « Z » ; un bâtiment représente « A » ; une arme à feu représente « R » ; et un homme qui tombe représente « K ».

## Distribution

### Les Byrde
- Jason Bateman (VF : Benoît Du Pac) : Martin « Marty » Byrde, conseiller financier basé à Chicago.
- Laura Linney (VF : Pauline Brunel) : Wendy Byrde, épouse de Marty
- Sofia Hublitz (VF : Elsa Davoine) : Charlotte Byrde, fille de Martin et Wendy
- Skylar Gaertner (VF : Kaycie Chase (saisons 1-2) puis Jean-Stan Du Pac (saisons 3-4)) : Jonah Byrde, fils de Martin et Wendy
- Harris Yulin (VF : Patrick Messe) : Buddy Dieker, colocataire dans le foyer des Byrde
- Tom Pelphrey (VF : Sylvain Agaësse) : Benjamin « Ben » Davis, frère de Wendy, saison 3
- Josh Randall (VF : Thierry Ragueneau) : Bruce Lindell, associé de Marty à Chicago

### Les Langmore
- Julia Garner (VF : Zina Khakhoulia) : Ruth Langmore, jeune femme délinquante impliquée dans les affaires des Byrde
- Charlie Tahan (VF : Julien Crampon) : Wyatt Langmore, cousin de Ruth
- Carson Holmes (VF : Catherine Desplaces (saison 1) puis Enzo Ratsito (saisons 2-4)) : Three Langmore, frère de Wyatt, cousin de Ruth
- Marc Menchaca (VF : Laurent Larcher) : Russ Langmore, oncle de Ruth et père de Wyatt et Three
- Christopher James Baker (VF : Raphaël Cohen) : Boyd Langmore, frère de Russ et Cade
- Trevor Long (VF : Xavier Béja) : Cade Langmore, père de Ruth, frère de Russ et Boyd

### Les Snell
- Peter Mullan (VF : José Luccioni) : Jacob Snell, producteur local d'héroïne, saison 1.2
- Lisa Emery (VF : Jocelyne Darche) : Darlene Snell, épouse de Jacob
- Michael Tourek (VF : Frédéric Souterelle) : « Ash », homme de main des Snell

### Le cartel
- Felix Solis (VF : Enrique Carballido) : Omar Navarro, leader du cartel de drogue mexicain
- Alfonso Herrera (VF : Benjamin Pascal) : Javier « Javi » Elizondro, neveu d'Omar Navarro, saison 4
- Esai Morales (VF : Jean-Philippe Puymartin) : Camino « Del » Del Rio, représentant du cartel Navarro, saison 1
- Joseph Melendez (VF : Nessym Guetat) : Garcia, homme de main de Del
- Pedro Lopez : Jorge Mendosa, membre du cartel Navarro
- Janet McTeer (VF : Isabelle Leprince) : Helen Pierce, avocate représentant le cartel (saisons 2-3)
- Nelson Bonilla (VF : Éric Marchal) : Nelson, homme de main d'Helen Pierce
- Madison Thompson (VF : Esther Moreau) : Erin Pierce, fille d'Helen[10]

### Le FBI
- Jason Butler Harner (VF : Yann Guillemot) : Roy Petty, agent du FBI , saison 1.2
- McKinley Belcher III (en) (VF : Jean-Michel Vaubien) : Trevor Evans, agent du FBI
- Jessica Frances Dukes (VF : Anne Mathot) : Maya Miller, agent du FBI

### La mafia de Kansas City
- John Bedford Lloyd (VF : Michel Vigné) : Frank Cosgrove, propriétaire d'une compagnie de transport et à la tête de la mafia de Kansas City
- Joseph Sikora (VF : Maxime Hoareau) : Frank Cosgrove Jr., fils de Frank Cosgrove

### Les habitants des Ozarks
- Robert C. Treveiler (VF : Renaud Marx) : John Nix, shérif aux Ozarks
- Michael Mosley (VF : Nathanel Alimi) : Mason Young, pasteur au lac Ozark
- Bethany Anne Lind (en) (VF : France Renard) : Grace Young, épouse de Mason Young
- Jordana Spiro (VF : Laura Blanc) : Rachel Garrison, propriétaire de l'hôtel Blue Cat (saisons 1-2)
- Evan George Vourazeris (VF : Jean-Rémi Tichit) : « Tuck », employé au Blue Cat
- Kevin L. Johnson (VF : Benjamin Gasquet) : Sam Dermody, agent immobilier aux Ozarks
- Sharon Blackwood : Eugenia Dermody, mère de Sam
- Adam Boyer (VF : Christophe Gauzernan) : Bobby Dean, propriétaire du club de strip-tease Lickety Splitz
- Melissa Saint-Amand (VF : Caroline Borel) : Jade, une strip-teaseuse du Lickety Splitz
- Darren Goldstein (VF : Xavier Fagnon) : Charles Wilkes, homme politique et homme d'affaires
- Damian Young (VF : Edgar Givry) : Jim Rattelsdorf, bras droit de Charles Wilkes.
- Marylouise Burke (en) (VF : Sylvie Feit) : Sue Shelby, psychologue

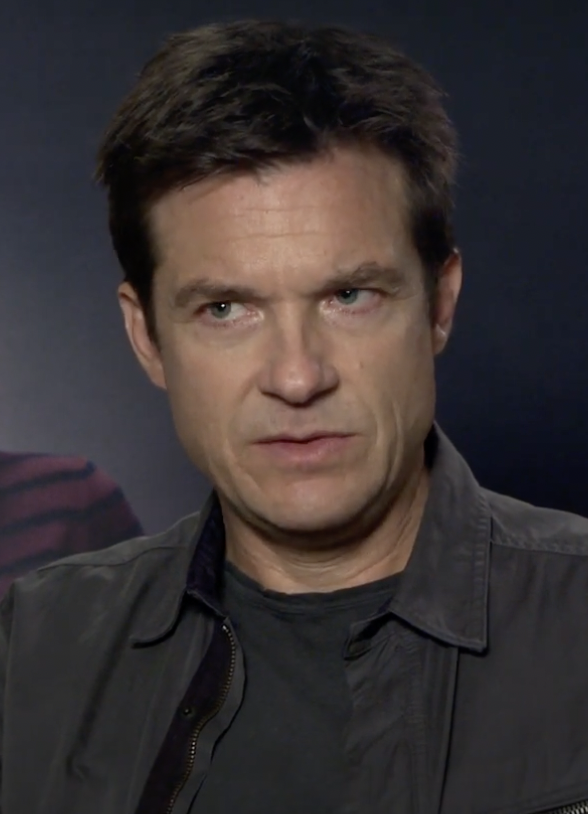
Jason Bateman interprète Marty Byrde.
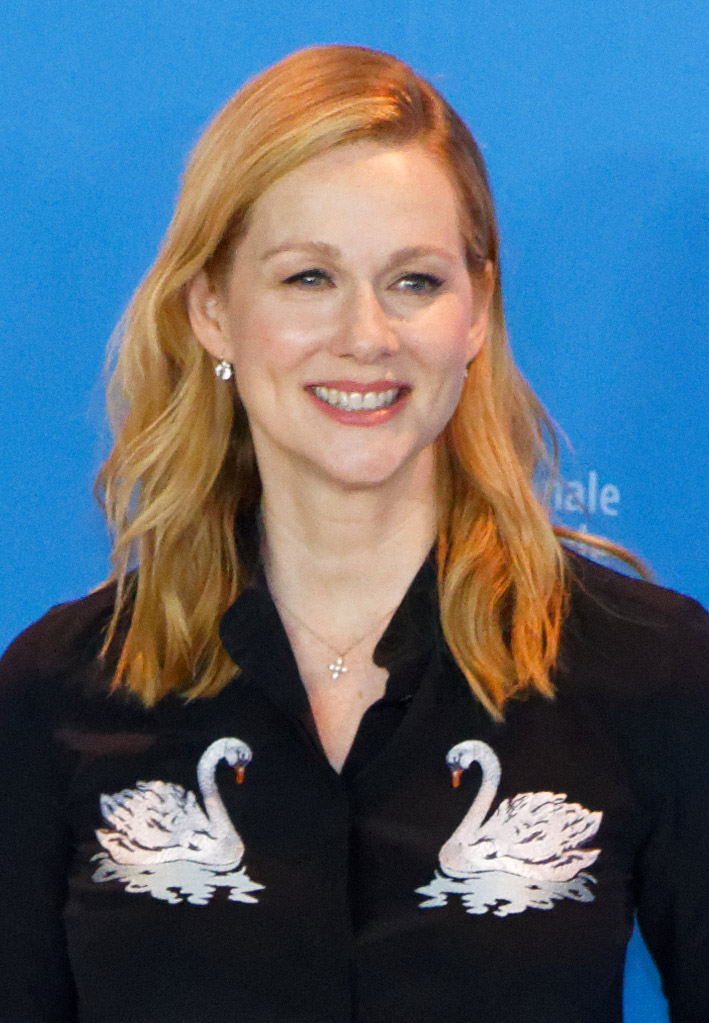
Laura Linney interprète Wendy Byrde.
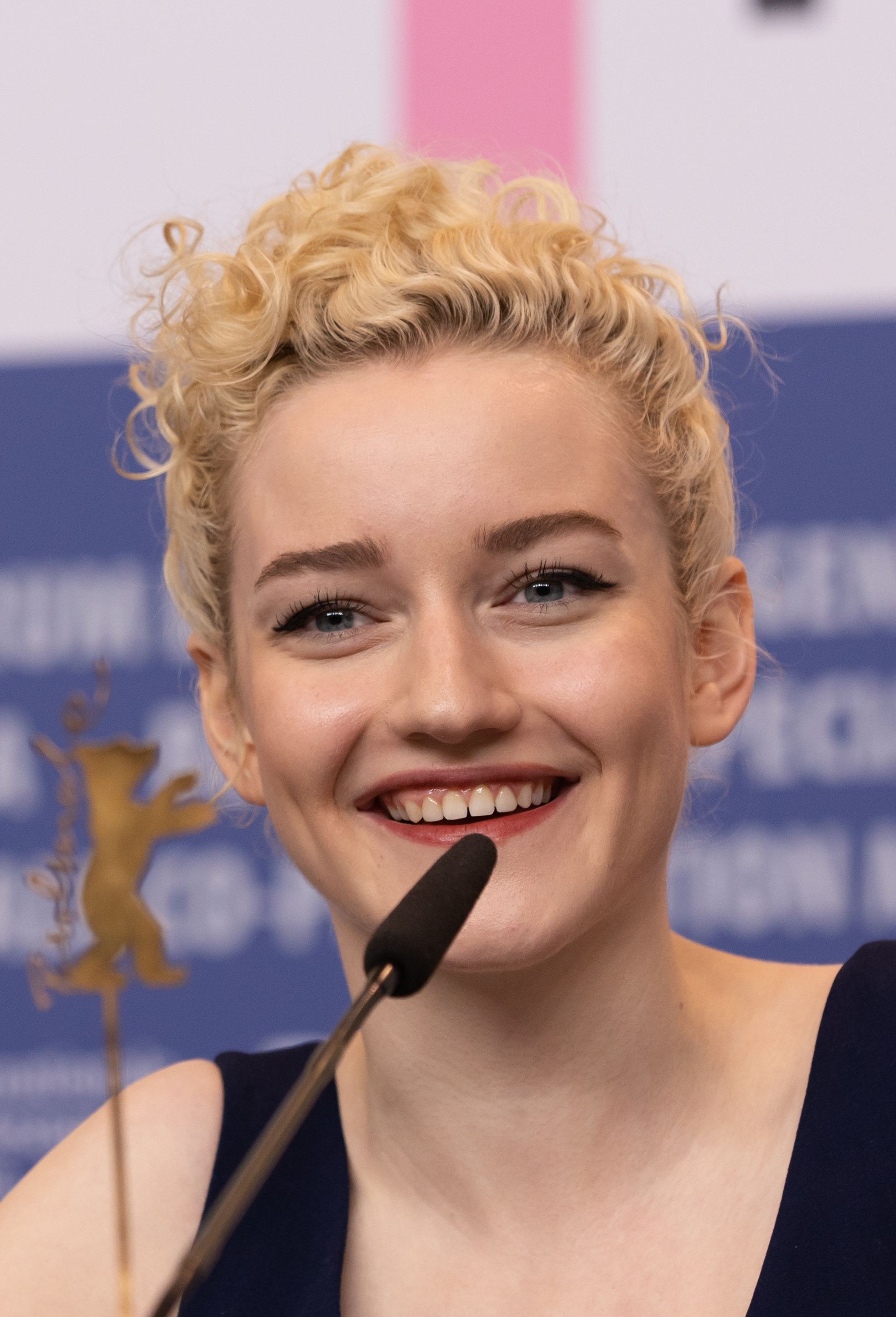
Julia Garner interprète Ruth Langmore.
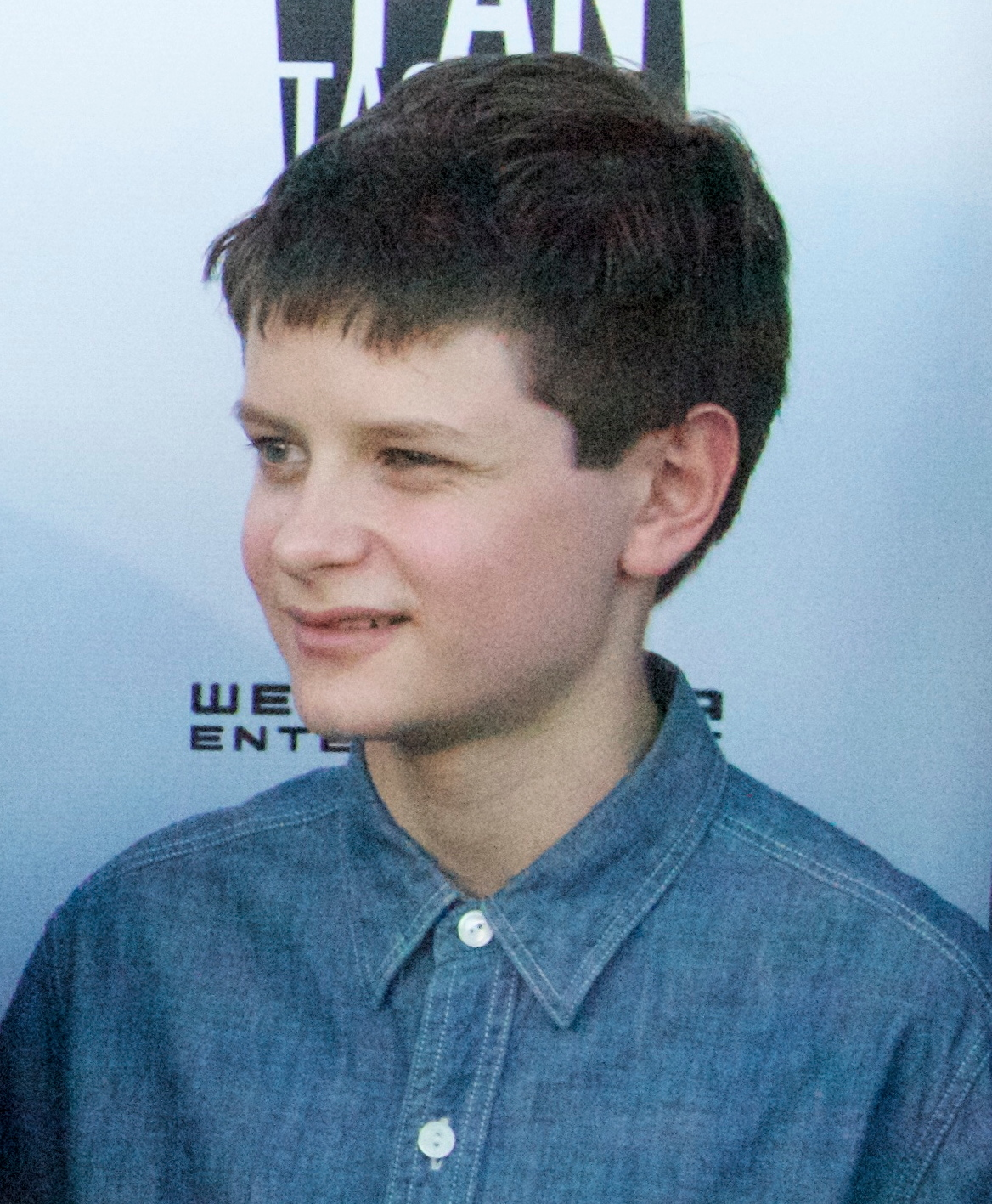
Charlie Tahan interprète Wyatt Langmore.
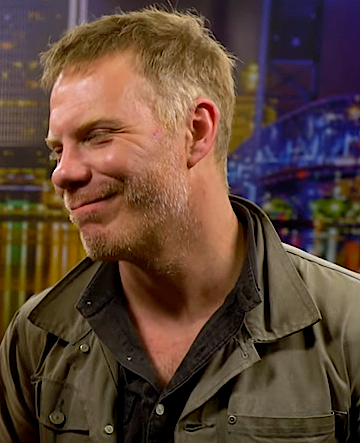
Marc Menancha (en) interprète Russ Langmore.

- Version française
  - Studio de doublage : Deluxe Media Paris
  - Direction artistique : Stanislas Forlani
  - Adaptation : Romain Hammelburg, Anne Esteve, Pierre Valmy

 Source et légende : version française (VF) sur RS Doublage

## Épisodes

### Première saison (2017)
1. Sucre d'orge (Sugarwood)
2. Le Blue Cat (Blue Cat)
3. Mon sommeil ruisselant (My Dripping Sleep)
4. Ce soir on improvise (Tonight We Improvise)
5. Les Jours sacrés (Ruling Days)
6. Le Livre de Ruth (Book of Ruth)
7. Le Nichoir (Nest Box)
8. Kaléidoscope (Kaleidoscope)
9. Café noir (Coffee, Black)
10. Le Glas (The Toll)

### Deuxième saison (2018)
1. Réparations (Reparations)
2. Le Précieux sang de Jésus (The Precious Blood of Jesus)
3. Langmore un jour… (Once a Langmore…)
4. Seuls (Stag)
5. Le Jour des interrogatoires (Game Day)
6. Les Ténèbres extérieures (Outer Darkness)
7. Une seule issue (One Way Out)
8. Le Grand Sommeil (The Big Sleep)
9. Le Blaireau (The Badger)
10. La Côte d'or (The Gold Coast)

### Troisième saison (2020)
Netflix commence la diffusion de la saison le 27 mars 2020.
1. En guerre (Wartime)
2. Union civile (Civil Union)
3. Kevin Cronin était là (Kevin Cronin Was Here)
4. Combat de chefs (Boss Fight)
5. De retour de Michoacán (It Came From Michoacán)
6. Su casa es mi casa (Su Casa Es Mi Casa)
7. En cas d'urgence (In Case Of Emergency)
8. La Fondation (BFF)
9. Fire Pink Road (Fire Pink Road)
10. Le Tout pour le tout (All In)

### Quatrième saison (2022)
En juin 2020, Netflix annonce qu'elle renouvelle Ozark pour une quatrième et dernière saison qui devrait comporter quatorze épisodes organisés en deux parties. De nouveaux personnages sont annoncés : Javi Elizondro, le neveu d’Omar Navarro, incarné par Alfonso Herrera ; le prêtre et confident de Navarro interprété par Bruno Bichir ; Mel Sattem, un ancien flic devenu détective privé, joué par Adam Rothenberg ; Leigh Guerrero, une shérif du Missouri dont le rôle est incarné par la comédienne CC Castillo ; Clare Shaw, grande patronne d’une firme pharmaceutique (Katrina Lenk) ; Kerry, un fêtard joué par Eric Laudin,.
La diffusion de la première partie composée de sept épisodes débute le 21 janvier 2022.
1. Le Début de la fin (The Beginning of the End)
2. Que le vaste monde poursuive sa course (Let the Great World Spin)
3. Business is business (City on the Make)
4. Jouer et perdre (Ace Deuce)
5. Explication plausible (Ellie)
6. Les Liens du sang avant tout (Sangre Sobre Todo)
7. Sanctification (Sanctified)

La diffusion de la deuxième partie composée des sept derniers épisodes commence le 29 avril 2022.
1. Vengeance (The Cousin of Death)
2. Trouver un dieu et prier (Pick a God and Pray)
3. C'est toi le boss (You're the Boss)
4. Toujours debout (Pound of Flesh and Still Kickin)
5. Eaux troubles (Trouble The Water)
6. Boue (Mud)
7. Le Tomber de rideau (A Hard Way to Go)

## Accueil

### Critiques
| Pour des raisons techniques, il est temporairement impossible d'afficher le graphique qui aurait dû être présenté ici.                                                       |          |          |          |          |
| \| \| Saison 1 \| Saison 2 \| Saison 3 \| Saison 4 \| \| Metacritic \| 66[16] \| 59[17] \| 77[18] \| 78[19] \| \| Rotten Tomatoes \| 70[20] \| 76[21] \| 98[22] \| 94[23] \| |          |          |          |          |
| | Saison 1 | Saison 2 | Saison 3 | Saison 4 |
| Metacritic | 66       | 59       | 77       | 78       |
| Rotten Tomatoes | 70       | 76       | 98       | 94       |

Les saisons 1 et 2 reçoivent une réception critique mitigée avec des scores respectifs de 66 % et 59 % sur Metacritic et de 70 % et 76 % sur Rotten Tomatoes. La saison 3 reçoit un accueil largement positif avec des scores de 77 % basé sur 12 critiques pour Metacritic et de 98 % sur 47 critiques pour Rotten Tomatoes. Le Chicago Sun-Times note ainsi[réf. souhaitée] qu'« Après une première saison explosive qui a instantanément catapulté Ozark dans les conversations comme étant sans doute la meilleure série du genre depuis Breaking Bad, il y a eu un léger faux pas avec la saison 2, mais avec la saison 3, je suis heureux d'annoncer que nous sommes de retour aux affaires. »
Ainsi, l'hebdomadaire Télérama juge : « Deux excellents comédiens, une intrigue plutôt efficace, un récit rythmé, un décor séduisant, on ne peut pas dire qu'on s'ennuie en suivant Ozark. Difficile pourtant de se passionner pour ce drame, finalement classique […] Pas mal fait, bien joué, mais dispensable ».
Au contraire, la critique du magazine Première est plus élogieuse : « Attention, on ne dit pas qu’Ozark est le nouveau Breaking Bad ou même qu'il arrivera un jour à la cheville du chef-d'œuvre de Vince Gilligan. Mais elle partage avec sa glorieuse aïeule un même esprit, une volonté persistante d'interroger intelligemment la psychologie humaine, autant que les obligations sociologiques de notre monde et, à la marge, l'économie souterraine qui alimente le crime ».

### Spectateurs
Le site SensCritique attribue à Ozark une note de 7,3/10 sur plus de 8 900 avis de spectateurs. Le site IMDb, quant à lui, affiche une moyenne de 8,5/10 d'après plus de 335 000 avis. Sur Allociné, elle obtient une note moyenne de 4,1/5 avec plus de 6 400 avis. En 2020, elle figure en tête des séries originales les plus regardées sur les plateformes de streaming, et en quatrième position toutes séries confondues, avec des vues atteignant 30,46 milliards de minutes.

## Distinctions
Ozark a été nommée pour de nombreux prix, dont neuf Golden Globes, dix-sept Primetime Emmy Awards (dont trois distinctions) et quinze Creative Arts Emmy Awards.

### Golden Globes
| Année | Catégorie                                                                                               | Nommé (s)     | Épisode (s) / saison (s) | Résultat   |
| ----- | --- | ------------- | ------------------------ | ---------- |
| 2018  | Golden Globe du meilleur acteur dans une série télévisée dramatique                                     | Jason Bateman |                          | Nomination |
| 2019  | Golden Globe du meilleur acteur dans une série télévisée dramatique                                     | Jason Bateman |                          | Nomination |
| 2021  | Golden Globe de la meilleure série télévisée dramatique                                                 | Ozark         |                          | Nomination |
| 2021  | Golden Globe du meilleur acteur dans une série télévisée dramatique                                     | Jason Bateman |                          | Nomination |
| 2021  | Golden Globe de la meilleure actrice dans une série télévisée dramatique                                | Laura Linney  |                          | Nomination |
| 2021  | Golden Globe de la meilleure actrice dans un second rôle dans une série, une mini-série ou un téléfilm  | Julia Garner  |                          | Nomination |
| 2023  | Golden Globe de la meilleure série télévisée dramatique                                                 | Ozark         |                          | Nomination |
| 2023  | Golden Globe de la meilleure actrice dans une série télévisée dramatique                                | Laura Linney  |                          | Nomination |
| 2023  | Golden Globe de la meilleure actrice dans un second rôle dans une série musicale, comique ou dramatique | Julia Garner  |                          | Lauréat    |

### Primetime Emmy Awards
| Année | Catégorie                                                                                            | Nommé (s)       | Épisode (s) / saison (s) | Résultat   |
| ----- | --- | --------------- | ------------------------ | ---------- |
| 2018  | Primetime Emmy Award du meilleur acteur dans une série télévisée dramatique                          | Jason Bateman   | Saison 1                 | Nomination |
| 2018  | Primetime Emmy Award de la meilleure réalisation pour une série télévisée dramatique                 | Jason Bateman   | The Toll                 | Nomination |
| 2018  | Primetime Emmy Award de la meilleure réalisation pour une série télévisée dramatique                 | Daniel Sackheim | Tonight We Improvise     | Nomination |
| 2019  | Primetime Emmy Award de la meilleure série télévisée dramatique                                      |                 | Saison 2                 | Nomination |
| 2019  | Primetime Emmy Award du meilleur acteur dans une série télévisée dramatique                          | Jason Bateman   | Reparations              | Nomination |
| 2019  | Primetime Emmy Award de la meilleure actrice dans une série télévisée dramatique                     | Laura Linney    | One Way Out              | Nomination |
| 2019  | Primetime Emmy Award de la meilleure actrice dans un second rôle dans une série télévisée dramatique | Julia Garner    | The Goald Coast          | Lauréat    |
| 2019  | Primetime Emmy Award de la meilleure réalisation pour une série télévisée dramatique                 | Jason Bateman   | Reparations              | Lauréat    |
| 2020  | Primetime Emmy Award de la meilleure série télévisée dramatique                                      |                 | Saison 3                 | Nomination |
| 2020  | Primetime Emmy Award du meilleur acteur dans une série télévisée dramatique                          | Jason Bateman   | Su Casa Es Mi Casa       | Nomination |
| 2020  | Primetime Emmy Award de la meilleure actrice dans une série télévisée dramatique                     | Laura Linney    | Fire Pink                | Nomination |
| 2020  | Primetime Emmy Award de la meilleure actrice dans un second rôle dans une série télévisée dramatique | Julia Garner    | In Case of Emergency     | Lauréat    |
| 2020  | Primetime Emmy Award de la meilleure réalisation pour une série télévisée dramatique                 | Alik Sakharov   | Fire Pink                | Nomination |
| 2020  | Primetime Emmy Award de la meilleure réalisation pour une série télévisée dramatique                 | Ben Semanoff    | Su Casa Es Mi Casa       | Nomination |
| 2020  | Primetime Emmy Award du meilleur scénario pour une série télévisée dramatique                        | Chris Mundy     | All In                   | Nomination |
| 2020  | Primetime Emmy Award du meilleur scénario pour une série télévisée dramatique                        | John Shiban     | Boss Fight               | Nomination |
| 2020  | Primetime Emmy Award du meilleur scénario pour une série télévisée dramatique                        | Miki Johnson    | Fire Pink                | Nomination |